# Necrosi

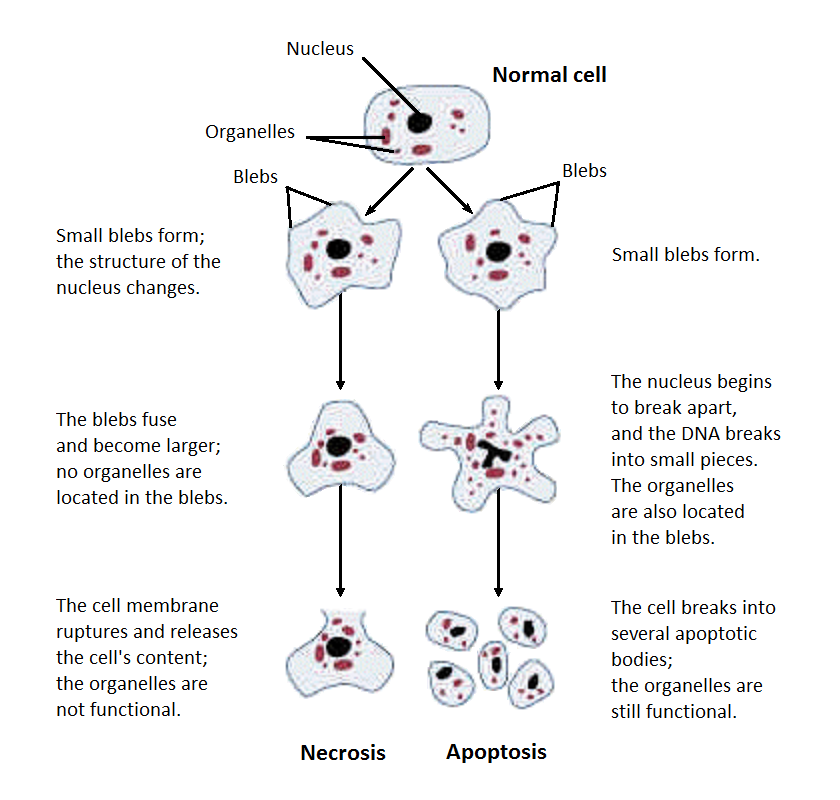
Illustrazione di necrosi e apoptosi

La necrosi (pronuncia: nècrosi o necròsi) è una forma di morte cellulare in cui le membrane cellulari si sfaldano e gli enzimi cellulari fuoriescono e infine digeriscono la cellula. La necrosi provoca una reazione ospite locale, chiamata infiammazione, indotta da sostanze rilasciate da cellule morte e che serve a eliminare i detriti e avviare il successivo processo di riparazione. Gli enzimi responsabili della digestione della cellula derivano dai lisosomi e possono provenire dalle stesse cellule morenti o da leucociti reclutati come parte della reazione infiammatoria. La necrosi è spesso il culmine di un danno cellulare irreversibile che non può essere corretto. I meccanismi biochimici della necrosi variano con diversi stimoli nocivi. Questi meccanismi includono: il fallimento della generazione di energia sotto forma di ATP a causa della ridotta fornitura di ossigeno o del danno mitocondriale; inducono danno alle membrane cellulari, inclusa la membrana plasmatica e le membrane lisosomiali, che si traduce in perdite di contenuto cellulare, compresi gli enzimi; danno irreversibile ai lipidi cellulari, alle proteine e agli acidi nucleici, che possono essere causati da specie reattive dell'ossigeno (ROS); e altri.

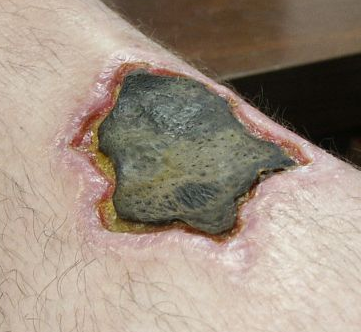
Necrosi sulla gamba dovuta a morso di ragno.

## Classificazione
Morfologicamente esistono i seguenti tipi distinti di necrosi:

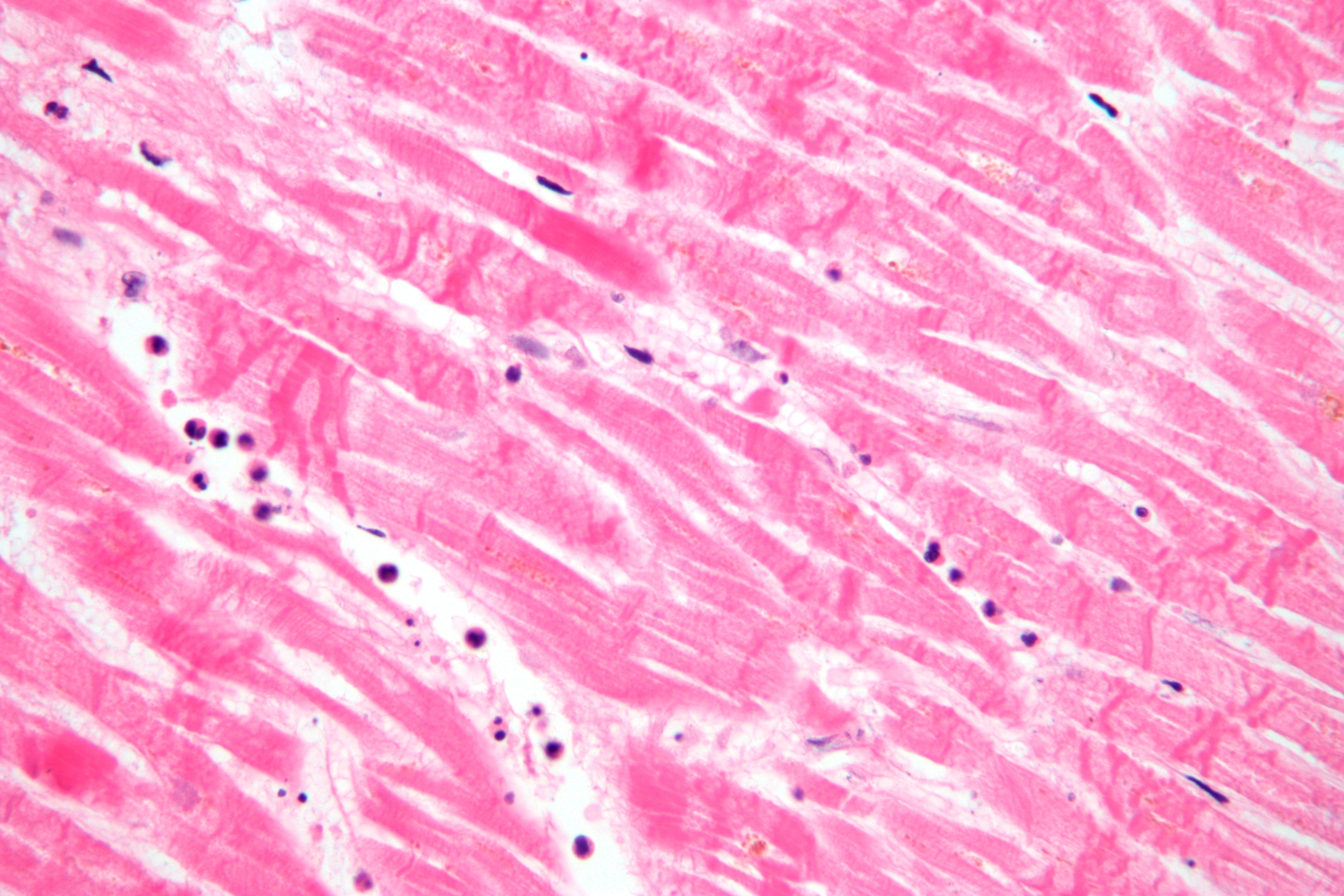
Microfotografia che mostra un tessuto colpito da un tipo di necrosi coagulativa. Colorazione con ematossilina eosina.

- Necrosi coagulativa: si verifica di solito in un ambiente povero di ossigeno. La forma delle cellule e l'architettura tissutale si conservano dopo la loro morte e possono essere osservate con un microscopio, come nell'infarto del miocardio: si osserva picnosi del nucleo, ipereosinofilia dei miociti, necrosi a bande di contrazione, infiltrato neutrofilo iniziale e della milza e nei reni[2]
- Necrosi colliquativa o liquefativa: avviene per digestione delle cellule morte. Il tessuto normale lascia spazio a una massa liquida viscosa (pus), contenente detriti cellulari (leucocitari e non leucocitari), detriti di microrganismi (più spesso batteri), enzimi e altre proteine.[3]
- Necrosi grassa o steatonecrosi: è causata dall'azione degli enzimi lipasi sui tessuti grassi, come nella pancreatite acuta.[4]
- Necrosi fibrinoide: è causata da danni vascolari immuno-mediati. Si distingue per i depositi di materiale proteico simile alla fibrina sulle pareti delle arterie, che appaiono macchiate ed acidofile al microscopio ottico.[4]
- Necrosi asettica o osteonecrosi: è causata dalla scarsa circolazione sanguigna che può determinare la "morte" della parte ossea colpita (es. astragalo, testa del femore).[5]
- Necrosi caseosa: un misto di necrosi coagulativa e colliquativa per esempio nella tubercolosi, ha aspetto di muco.[3]
- Necrosi gangrenosa: termine non specifico per tipi di necrosi, viene utilizzato in clinica per indicare situazioni quali un arto non perfuso, corrisponde a una necrosi coagulativa su più strati tissutali. La causa diretta è l'insufficiente apporto di sangue al tessuto, che spesso viene rapidamente invaso da batteri (infiammazione batterica superimposta) dando "gangrena umida". La necrosi gangrenosa può essere vista come un insieme di diverse tipologie di necrosi, principalmente coagulativa e colliquativa, aggravate da processi infettivi o ischemici.[3]